# Uragano Laura
L'uragano Laura è stato un uragano atlantico di categoria 4. Con venti massimi di 240 km/h al momento dell'approdo, Laura è stato l'uragano più intenso a colpire la Louisiana dal 1856. In totale, l'uragano ha causato almeno 14,1 miliardi di dollari di danni, concentrati in gran parte nella Louisiana sud-occidentale e nel Texas sud-orientale, e ha provocato la morte di 77 persone: 4 in Repubblica Dominicana, 31 ad Haiti, una in Florida, 9 in Texas e 32 in Louisiana.

## Storia della tempesta

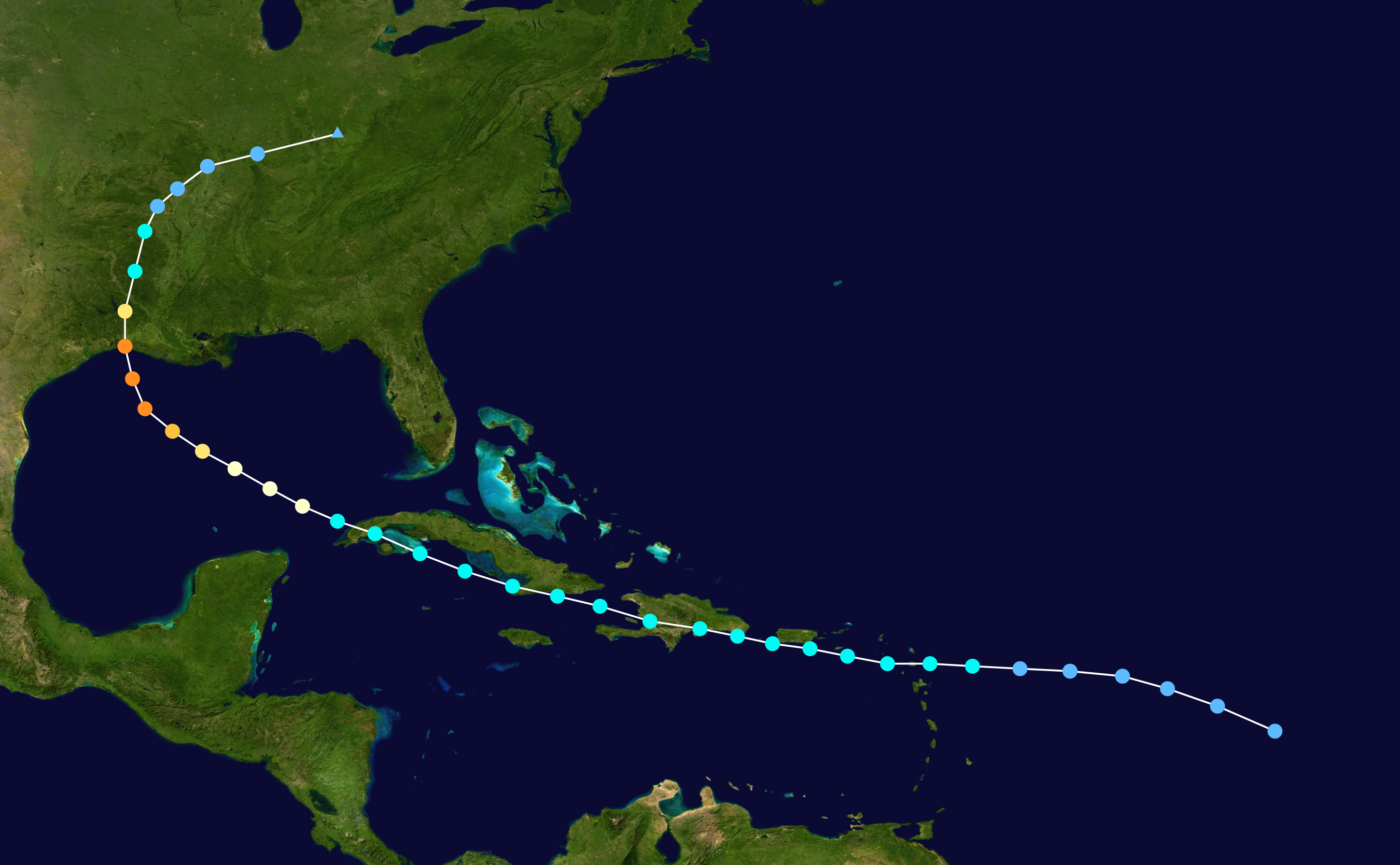
Mappa dell'intensità dell'uragano Laura lungo il suo percorso.

Il 16 agosto 2020, il National Hurricane Center ha iniziato a monitorare un'onda tropicale in rapido movimento attraverso la zona di convergenza intertropicale in direzione delle Isole Sopravento Meridionali, in vista di una possibile ciclogenesi tropicale. La perturbazione è diventata sempre più organizzata e alle 03:00 UTC del 20 agosto è stata classificata dal NHC come depressione tropicale tredici, mentre si trovava 1 670 km a est-sud-est delle Piccole Antille. Il 21 agosto, alle 13:05 UTC, la depressione si è rafforzata a tempesta tropicale, ricevendo il nome Laura. Laura è diventata quindi la dodicesima tempesta stagionale più precoce di sempre, battendo il precedente record stabilito dall'uragano Luis nel 1995.
Alle 00:00 UTC del 22 agosto Laura ha attraversato le Isole Sopravento Meridionali con venti fino a 75 km/h, per poi muoversi sulle Isole Vergini Americane e a sud di Porto Rico nel corso della stessa giornata. Alle 03:00 UTC del 23 agosto, la tempesta è approdata nella Repubblica Dominicana, nei pressi di San Pedro de Macorís, con venti fino a 85 km/h e riversando grandi quantità di pioggia sulla parte meridionale dell'isola di Hispaniola. Poco dopo l'approdo sull'isola di Cuba, nella provincia di Santiago di Cuba, alle 00:00 UTC del 24 agosto, Laura ha raggiunto un primo picco di intensità, con venti fino a 100 km/h e una pressione centrale minima di 1 000 mbar. Dopo essersi leggermente indebolita, la tempesta è ritornata sulle acque del mar dei Caraibi e ha poi effettuato un secondo approdo su Cuba nella provincia di Pinar del Río alle 00:00 UTC del 25 agosto, con venti massimi di 95 km/h.

Sequenza di immagini satellitari di Laura durante la fase di rapida intensificazione e dell'approdo.

La mattina del 25 agosto, Laura è entrata nel golfo del Messico, dove ha iniziato a rafforzarsi, e alle 12:15 UTC i dati raccolti dai voli di ricognizione hanno portato il NHC a classificare Laura come uragano di categoria 1, con venti massimi di 120 km/h. Il 26 agosto, muovendosi verso ovest-nord-ovest, in direzione del confine tra Texas e Louisiana, Laura è andata incontro a una fase di rapida intensificazione diventando un uragano di categoria 2 alle 06:00 UTC, poi di categoria 3 alle 12:00 UTC, e infine di categoria 4 alle 18:00 UTC, con venti massimi sostenuti di 220 km/h e un occhio chiaramente definito. Alle 01:00 UTC del 27 agosto, Laura ha raggiunto il picco di intensità, con venti massimi sostenuti di 240 km/h e una pressione atmosferica centrale minima di 937 mbar. Due ore dopo, mentre si avvicinava alla costa, la pressione minima di Laura ha iniziato a oscillare, e alle 06:00 UTC l'uragano è approdato in Louisiana nei pressi di Cameron, con venti di 240 km/h e una pressione minima di 938 mbar.

## Preparazione

### Antille
Il 21 agosto, in previsione della tempesta, il governatore di Porto Rico Wanda Vázquez ha dichiarato lo stato di emergenza. Nella Repubblica Dominicana è stata diramata un'allerta rossa per 18 province, gialla per otto e verde per sei. Sull'isola di Cuba, 106 000 persone sono state evacuate nella provincia di Santiago di Cuba, 81 300 nella provincia di Holguín e 12 000 nella provincia di Guantánamo, dove è stata interrotta la fornitura di corrente elettrica come misura precauzionale. Il 24 agosto, ulteriori evacuazioni hanno interessato le provincie di Villa Clara, Matanzas e Ciego de Ávila.

### Stati Uniti

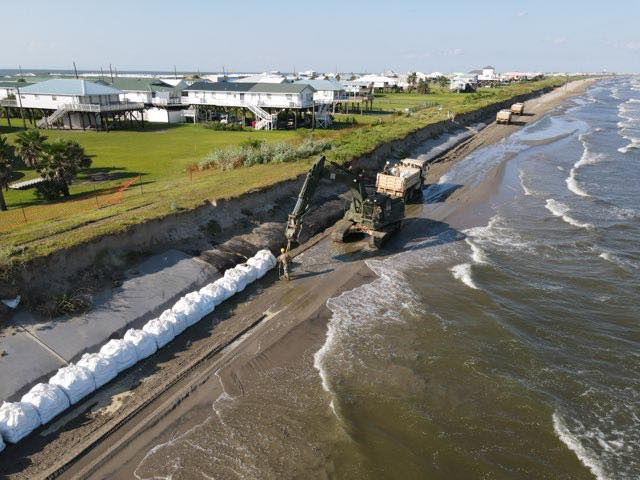
La National Guard rafforza un argine in Louisiana nei pressi di Grand Isle.

Il 21 agosto, il governatore della Louisiana John Bel Edwards ha dichiarato lo stato di emergenza per 36 parrocchie, in previsione dell'arrivo di Laura e dell'uragano Marco. Lo stesso giorno anche il governatore della Florida Ron DeSantis ha dichiarato lo stato di emergenza per le contee più meridionali e nella contea di Monroe è stata ordinata l'evacuazione obbligatoria per le roulotte e le barche presenti. Il giorno dopo, il NHC ha emesso un'allerta tempesta per le Florida Keys. Il 23 agosto, il governatore del Texas Greg Abbott ha dichiarato lo stato di emergenza per 23 contee nella parte orientale dello stato. Entro la fine della giornata, il 58% della produzione di petrolio e il 45% di quella di gas naturale erano state sospese e 114 piattaforme erano state evacuate in previsione dell'arrivo di Marco e Laura nel golfo del Messico.
Il 24 agosto, l'allerta tempesta per una parte delle Florida Keys è stata modificata in allarme, mentre allerte tempesta, uragano, e per l'onda di tempesta sono state emesse per la costa texana nei pressi e ad est della città di Galveston e per quasi l'intera costa della Louisiana. Il 25 agosto il NHC ha tramutato gran parte di queste allerte in allarmi e un'allerta alluvioni lampo è stata dichiarata per la parte orientale del Texas e quella occidentale della Louisiana. Lo stesso giorno, in Texas, un ordine di evacuazione obbligatoria è stato emesso per le aree costiere delle contee di Chambers, Galveston e Jefferson e per l'intera contea di Orange, mentre evacuazioni volontarie sono state avviate per le aree costiere delle contee di Harris e Brazoria. I funzionari della città di Galveston hanno avvisato i residenti che l'erogazione di tutti i servizi cittadini sarebbe terminata a mezzogiorno e che all'arrivo dei primi venti di tempesta anche i servizi di emergenza sarebbero stati sospesi. In tutto il Texas, il numero totale di persone sottoposte a ordine di evacuazione è stato stimato in 385 000. In Louisiana, invece, l'intera parrocchia di Calcasieu è stata posta sotto un ordine di evacuazione obbligatoria, interessando oltre 200 000 residenti.

## Impatto

### Piccole Antille
Mentre attraversava le Isole Sopravento Meridionali il 22 agosto, Laura ha portato piogge intense in Dominica e Guadalupa. Nelle isole di Sint Eustatius, Sint Maarten e Saba sono stati registrati piccoli allagamenti, mentre circa 4 000 persone sono rimaste senza corrente elettrica a Saint Kitts e Nevis. Nelle Isole Vergini, dove la tempesta ha causato alcuni blackout e inondazioni lampo, sono state registrate raffiche di vento fino a 65 km/h sull'isola di Saint Croix.

### Hispaniola

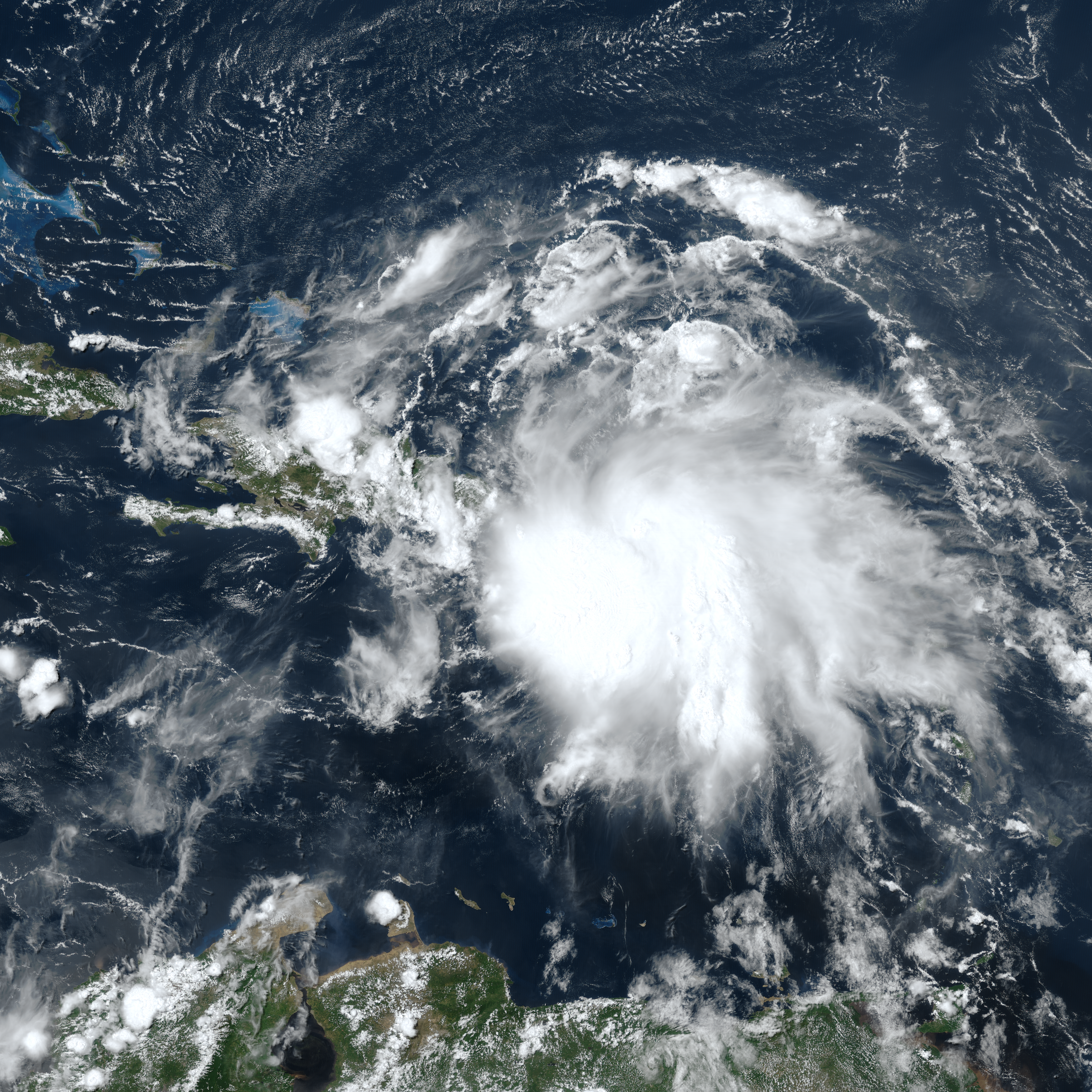
La tempesta Laura in avvicinamento all'isola di Hispaniola il 22 agosto.

Mentre era ancora una tempesta tropicale, Laura ha colpito la Repubblica Dominicana con pesanti piogge nel corso del 23 agosto. Le precipitazioni più intense si sono registrate lungo la costa meridionale, con accumuli fino a 300 mm nei pressi di Santa Cruz de Barahona. Più di un milione di persone sono rimaste senza corrente elettrica e un milione e mezzo hanno subito un'interruzione nell'erogazione dei servizi idrici. In totale, 1 791 abitazioni sono state danneggiate, rendendo necessaria l'evacuazione di 8 995 persone. Pesanti allagamenti sono stati riportati anche nella capitale Santo Domingo. Nel paese sono state registrate 4 vittime: due a Santo Domingo, una a Pedro Brand e una nella provincia di Elías Piña.
Intense piogge hanno colpito anche la confinante Haiti, con un accumulo fino a 168 mm registrato a Port-au-Prince. Estesi allagamenti hanno interessato la nazione, costringendo molte persone a evacuare le loro abitazioni. La diga di Péligre è tracimata, causando inondazioni lungo la valle del fiume Artibonite. Nel dipartimento dell'Artibonite le inondazioni hanno distrutto 15 abitazioni e ne hanno danneggiate 477. In totale, ad Haiti sono state registrate almeno 31 vittime.

### Cuba
Dopo aver colpito Hispaniola, Laura ha portato forti venti e pesanti piogge sull'isola di Cuba nel corso del 23 e 24 agosto. I venti più forti hanno colpito Maisí, dove le raffiche hanno raggiunto i 146 km/h. Accumuli pluviometrici fino a 241,5 mm sono stati registrati a Complejo Palma, nella provincia di Santiago di Cuba, e fino a 190,6 mm a San Antonio del Sur. Nella provincia di Holguín si sono verificati alcuni blackout, mentre i danni sono stati limitati. A Buey Arriba le inondazioni hanno causato il crollo di un ponte, isolando 30 comunità. Piccole inondazioni e blackout hanno interessato anche la provincia di Las Tunas. La stazione meteorologica di Cape Cruz ha registrato venti massimi di 80 km/h, con raffiche fino a 104 km/h.

### Stati Uniti

#### Louisiana

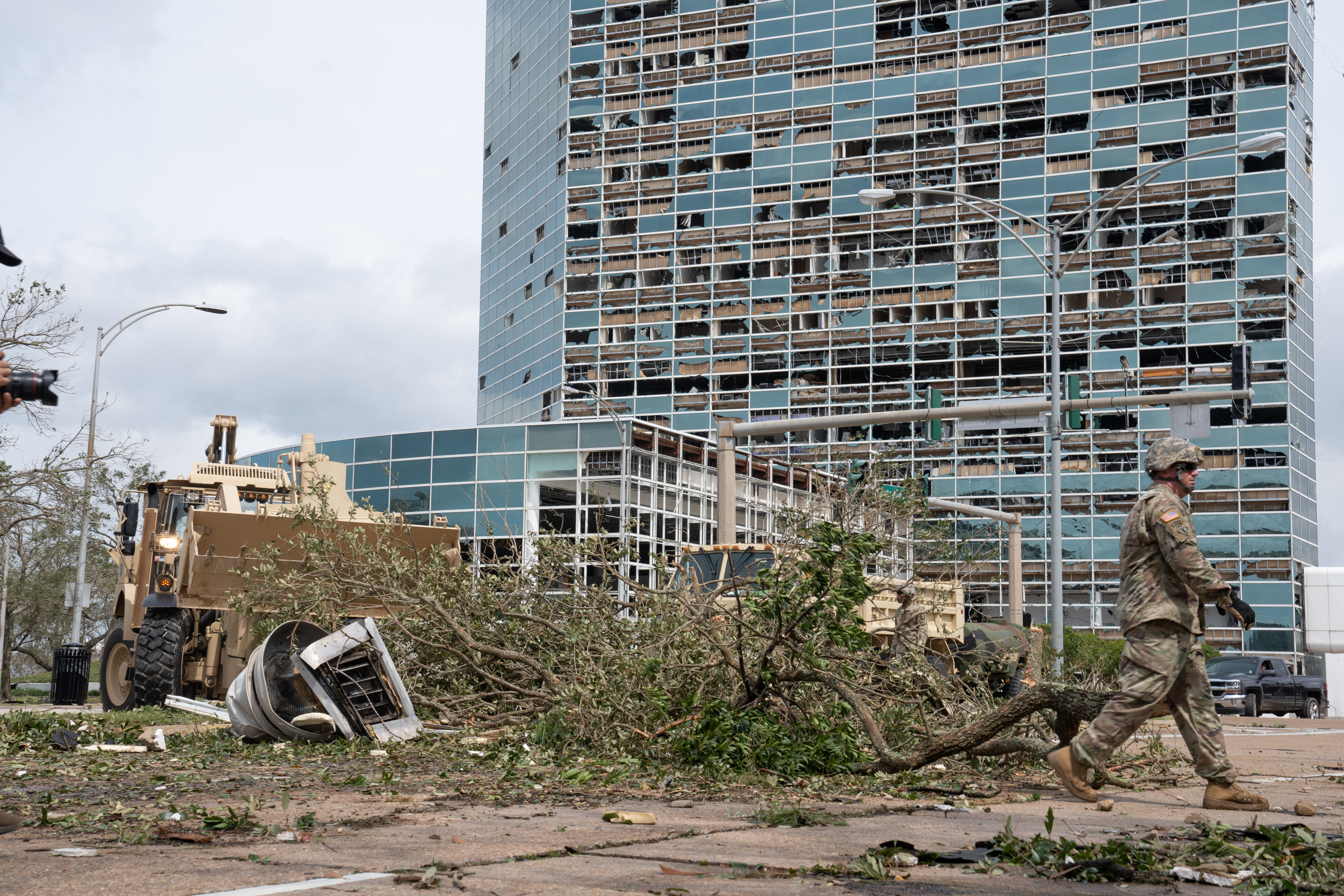
I danni riportati dalla Capital One Tower di Lake Charles.

Il pomeriggio del 16 agosto, il livello del mare ha iniziato a salire lungo la costa della Louisiana e durante la notte i primi venti di tempesta sono stati registrati sulla terraferma, con una misurazione di 72 km/h rilevata a Cypremort Point. A Cameron, luogo dell'approdo, l'onda di tempesta ha raggiunto 2,8 metri e la città ha subìto pesanti danni. Notevoli danni sono stati riportati anche a Holly Beach e Hackberry, mentre due treni sono deragliati a Grand Lake. A Lake Charles, dove una stazione meteorologica ha registrato raffiche fino a 220 km/h, i danni causati dal vento sono stati molto estesi. Nella zona di Downtown, la Capital One Tower ha perso gran parte del suo rivestimento in vetro. Al Lake Charles Regional Airport sono state rilevate raffiche fino a 206 km/h e diversi hangar sono stati distrutti. Anche il radar del NWS Lake Charles è andato distrutto, poco dopo l'approdo dell'uragano, lasciando integra solo la base di supporto.
A Intracoastal City l'onda di tempesta ha raggiunto 1,8 metri e allagamenti diffusi hanno interessato la parrocchia di Natchitoches. Danni strutturali sono stati segnalati a DeQuincy,
mentre gran parte di Delcambre è stata allagata. Un tornado ha colpito Paincourtville, senza causare danni, e un altro è stato riportato a Bell City. A Rutherford Beach, il NWS ha individuato tracce di un'onda di tempesta pari ad almeno 5,2 metri, il nono valore più alto mai registrato lungo la costa del Golfo degli Stati Uniti. In totale, 32 vittime sono state registrate in Louisiana: quattro dovute alla caduta di alberi, 14 per avvelenamento da monossido di carbonio, una per annegamento, una per incendio, una per folgorazione, tre durante le operazioni di pulizia e otto a causa di colpi di calore legati alla mancanza di elettricità.